# Artigas (Arieja)
Artigas (francès Artigues) és un municipi francès del departament de l'Arieja i la regió d'Occitània.